# 周昭王南征
周昭王攻荊楚之戰是指周天子周昭王三次南征楚國的戰爭。夏商周斷代工程把昭王在位時間定為前995年至前977年，以此推斷，昭王南征時間應為前985年至前977年之間。
昭王十六年（前985年），周昭王開始向南巡狩，於是在成周集結大軍，同時命令各諸侯國率領本國軍隊跟從討伐。當周朝軍隊大擧向南進發時，東夷諸國聞風歸附，派遣使者前往迎見周昭王，南夷（漢水流域諸國，包括楚國）、東夷（淮水流域諸國）二十六邦國均來朝見，是為周昭王攻東夷之戰。周昭王領軍渡過漢水，深入荊楚一帶。渡漢水時還遇見犀牛。
昭王十九年（前982年），周昭王再次親率六師南征楚國。周朝軍隊開到漢水邊準備渡江，陰風驟起，氣候惡劣，將士驚恐，軍隊大部喪失。
昭王二十四年（前977年，應為昭王末年），周昭王第三次親率六師南征楚國。漢水流域的船夫痛恨周人的騷擾，暗中進行破壞，征集的渡江的船隻是用膠粘接船板而成的。因乘坐的渡船在漢水中流時，膠溶船散，周昭王和隨從貴族祭公等人葬身漢水，車右辛游靡游近昭王時，昭王已經淹死了，辛游靡只救到了昭王的屍體。後來周人對這件事情，態度上都非常隱諱，不願意多說。周人喪失六師於漢水中，遭到全軍覆沒的慘敗。